# Peter Jeffrey
Peter Jeffrey (Bristol, 18 aprile 1929 – Stratford-upon-Avon, 25 dicembre 1999) è stato un attore britannico.

## Biografia
Nativo di Bristol, figlio di Arthur Winfred Gilbert Jeffrey e Florence Alice Weight, compì gli studi alla Harrow School e al Pembroke College di Cambridge, ma non frequentò scuole di recitazione. Sul palcoscenico, dove debuttò nel 1951, recitò per molti anni al Bristol Old Vic e con la Royal Shakespeare Company. Nel maggio del 1966 comparve in Tango di Sławomir Mrożek messo in scena all'Aldwych Theatre per la regia di Trevor Nunn accanto a Patience Collier, Mike Pratt, Ursula Mohan e Dudley Sutton.
Sul grande schermo partecipò a una ventina di film tra il 1952 e il 1988: apparve (in diversi ruoli) nella trilogia di Mick Travis diretta da Lindsay Anderson e impersonò l'ispettore Trout in L'abominevole dr. Phibes e nel suo sequel, Frustrazione. L'ultimo ruolo al cinema fu quello del perfido sultano in Le avventure del barone di Munchausen di Terry Gilliam.
In televisione prese parte a oltre 160 tra serie, film e lavori teatrali adattati: tra i serial citiamo Doctor Who, Crown Court, Elisabetta Regina (1971), dove impersonò Filippo II di Spagna, Thriller (1974), Porridge (1975), Un terribile cocco di mamma (1975), Quiller (1975), Rising Damp (1978), Minder (1980), Nanny (1981), Juliet Bravo (1982), Yes Minister (1984), By the Sword Divided (1985), dove interpretò Oliver Cromwell, Lipstick on Your Collar di Dennis Potter (1993) e Our Friends in the North (1996), nel ruolo del commissario di polizia Blamire. Comparve inoltre in tre episodi della serie Agente speciale e in un episodio nel suo sequel, Gli infallibili tre. L'ultima apparizione fu nella serie Where the Heart Is, dove impersonò un anziano uomo d'affari sofferente per una grave malattia.
Sposato una prima volta nel 1955 con Yvonne Bonnamy, dalla quale divorziò, nel 1990 si risposò con Jill Jowett. Ebbe cinque figli dalla prima moglie. Muore il giorno di Natale del 1999 a causa di un cancro alla prostata.

## Filmografia

### Cinema
- Never Look Back, regia di Francis Searle (1952)
- Becket e il suo re (Becket), regia di Peter Glenville (1964)
- The Early Bird, regia di Robert Asher (1965)
- Sua maestà non concilia (That Riviera Touch), regia di Cliff Owen (1966)
- Il principe di Donegal (The Fighting Prince of Donegal), regia di Michael O'Herlihy (1966)
- L'uomo di Kiev (The Fixer), regia di John Frankenheimer (1968)
- Se... (If....), regia di Lindsay Anderson (1968)
- Ring of Bright Water, regia di Jack Couffer (1969)
- Il club dei libertini (The Best House in London), regia di Philip Saville (1969)
- Anna dei mille giorni (Anne of the Thousand Days), regia di Charles Jarrott (1969)
- Sul tuo corpo, adorabile sorella (Goodbye Gemini), regia di Alan Gibson (1970)
- La morte va a braccetto con le vergini (Countess Dracula), regia di Peter Sasdy (1971)
- L'abominevole dr. Phibes (The Abominable Dr. Phibes), regia di Robert Fuest (1971)
- Cavalieri selvaggi (The Horsemen), regia di John Frankenheimer (1971)
- Il ribelle di Scozia (Kidnapped), regia di Delbert Mann (1971)
- What Became of Jack and Jill?, regia di Bill Bain (1972)
- Frustrazione (Dr. Phibes Rises Again), regia di Robert Fuest (1972)
- O Lucky Man!, regia di Lindsay Anderson (1973)
- Dossier Odessa (The Odessa File), regia di Ronald Neame (1974)
- La traccia (Deadly Strangers), regia di Sidney Hayers (1975)
- La Pantera Rosa colpisce ancora (The Return of the Pink Panther), regia di Blake Edwards (1975)
- Fuga di mezzanotte (Midnight Express), regia di Alan Parker (1978)
- Britannia Hospital, regia di Lindsay Anderson (1982)
- Le avventure del barone di Munchausen (The Adventures of Baron Munchausen), regia di Terry Gilliam (1988)

### Televisione
- Saturday Playhouse – serie TV, un episodio (1960)
- Theatre Night – serie TV, un episodio (1961)
- The Spread of the Eagle – serie TV, 3 episodi (1963)
- First Night – serie TV, un episodio (1963)
- Story Parade – serie TV, un episodio (1964)
- No Hiding Place – serie TV, un episodio (1964)
- Triangle – serie TV, 6 episodi (1964)
- The Plane Makers – serie TV, 8 episodi (1964-1965)
- Il Santo (The Saint) – serie TV, 2 episodi (1964-1965)
- ITV Play of the Week – serie TV, 4 episodi (1964-1967)
- Investigatore offresi (Public Eye) – serie TV, un episodio (1965)
- Armchair Mystery Theatre – serie TV, un episodio (1965)
- Cluff – serie TV, un episodio (1965)
- The Wednesday Play – serie TV, 4 episodi (1965-1967)
- Armchair Theatre – serie TV, 2 episodi (1965-1969)
- I bugiardi (The Liars) – serie TV, un episodio (1966)
- Adam Adamant Lives! - serie TV, un episodio (1966)
- Dixon of Dock Green – serie TV, 2 episodi (1966)
- Agente speciale (The Avengers) – serie TV, 3 episodi (1966-1968)
- BBC Play of the Month – serie TV, 4 episodi (1966-1973)
- Drama 61-67 – serie TV, un episodio (1967)
- Doppia sentenza (Softly Softly) – serie TV, un episodio (1967)
- Vendetta – serie TV, un episodio (1967)
- The Revenue Men – serie TV, un episodio (1967)
- Theatre 625 – serie TV, 2 episodi (1967-1968)
- The Troubleshooters – serie TV, 2 episodi (1967-1971)
- Doctor Who – serie TV, 8 episodi (1967-1978)
- Dr. Finlay's Casebook – serie TV, un episodio (1968)
- A Man of our Times – serie TV, un episodio (1968)
- Frontier – serie TV, un episodio (1968)
- Chronicle – serie TV, un episodio (1969)
- Out of the Unknown – serie TV, un episodio (1969)
- Adam Strange (Strange Report) – serie TV, un episodio (1969)
- Canterbury Tales – serie TV, un episodio (1969)
- W. Somerset Maugham – serie TV, un episodio (1970)
- Villette – serie TV, 5 episodi (1970)
- Fraud Squad – serie TV, un episodio (1970)
- The Main Chance – serie TV, 2 episodi (1970-1975)
- The Expert – serie TV, un episodio (1971)
- Elisabetta Regina (Elizabeth R) – serie TV, 2 episodi (1971)
- Trial – serie TV, un episodio (1971)
- Play for Today – serie TV, 4 episodi (1971-1978)
- Capitan Onedin (The Onedin Line) – serie TV, un episodio (1972)
- The Shadow of the Tower – serie TV, un episodio (1972)
- Palazzo di giustizia (Crime of Passion) – serie TV, un episodio (1972)
- Dead of Night – serie TV, un episodio (1972)
- Crown Court – serie TV, 11 episodi (1972-1978)
- The Adventurer – serie TV, un episodio (1973)
- Barlow at Large – serie TV, un episodio (1973)
- Special Branch – serie TV, un episodio (1973)
- Menace – serie TV, un episodio (1973)
- Harriet's Back in Town – serie TV, 2 episodi (1973)
- New Scotland Yard – serie TV, un episodio (1973)
- Gli invincibili (The Protectors) – serie TV, episodio 2x26 (1974)
- Bedtime Stories – serie TV, un episodio (1974)
- The Aweful Mr. Goodall – serie TV, un episodio (1974)
- Napoleon and Love – serie TV, 7 episodi (1974)
- Thriller – serie TV, un episodio (1974)
- The Wide World of Mystery – serie TV, un episodio (1974)
- Marked Personal – serie TV, 2 episodi (1974)
- King Lear – serie TV, 6 episodi (1974)
- Rosie, dolce Rosie (Cakes and Ales) – serie TV, 3 episodi (1974)
- L'ispettore Regan (The Sweeney) – serie TV, un episodio (1975)
- Jackanory Playhouse – serie TV, un episodio (1975)
- I sopravvissuti (Survivors) – serie TV, un episodio (1975)
- Quiller – serie TV, un episodio (1975)
- Porridge – serie TV, un episodio (1975)
- Un terribile cocco di mamma (Some Mothers Do Ave Em) – serie TV, un episodio (1975)
- Jackanory – serie TV, 5 episodi (1976)
- Bill Brand – serie TV, un episodio (1976)
- Killers – serie TV, un episodio (1976)
- Centre Play – serie TV, un episodio (1976)
- Gli infallibili tre (The New Avengers) – serie TV, un episodio (1976)
- London Belongs to Me – serie TV, un episodio (1977)
- BBC2 Play of the Week – serie TV, un episodio (1978)
- Le avventure di Bailey (Rumpole of the Bailey) – serie TV, un episodio (1978)
- Rising Damp – serie TV, un episodio (1978)
- La banda dei cinque (The Famous Five) – serie TV, 2 episodi (1978)
- La vecchia folla – film TV (1979)
- ITV Playhouse – serie TV, 4 episodi (1968-1979)
- Omnibus – serie TV, un episodio (1979)
- Spy! - serie TV, un episodio (1980)
- The ITV Play – serie TV, un episodio (1980)
- Minder – serie TV, un episodio (1980)
- Premiere – serie TV, un episodio (1980)
- Tutto è bene quel che finisce bene – film TV (1981)
- Nanny – serie TV, un episodio (1981)
- The Walls of Jericho – serie TV, un episodio (1981)
- Bognor – serie TV, 7 episodi (1981)
- Il brivido dell'imprevisto (Tales of the Unexpected) – serie TV, un episodio (1982)
- Juliet Bravo – serie TV, un episodio (1982)
- The Jewel in the Crown – serie TV, un episodio (1984)
- Freud – miniserie TV, un episodio (1984)
- Yes Minister – serie TV, un episodio (1984)
- One by One – serie TV, 12 episodi (1984-1985)
- By the Sword Divided – serie TV, 6 episodi (1985)
- Segreti 2 (Lace II) – miniserie TV (1985)
- La corsa al Polo (The Last Place on Earth) – miniserie TV, 3 puntate (1985)
- The Theban Plays by Sophocles – serie TV, un episodio (1986)
- Inside Story – serie TV, un episodio (1986)
- Screen Two – serie TV, un episodio (1987)
- L'asso della Manica (Bergerac) – serie TV, un episodio (1987)
- You Must Be the Husband – serie TV, un episodio (1988)
- Thompson – serie TV, un episodio (1988)
- Screenplay – serie TV, un episodio (1989)
- Chelworth – serie TV, 8 episodi (1989)
- The Nightmare Years – serie TV, 4 episodi (1989)
- Theatre Night – serie TV, un episodio (1990)
- Lovejoy – serie TV, un episodio (1993)
- The Detectives – serie TV, un episodio (1993)
- Lipstick on Your Collar – serie TV, 6 episodi (1993)
- Middlemarch – serie TV, 6 episodi (1994)
- Down to Earth – serie TV, un episodio (1995)
- Performance – serie TV, un episodio (1995)
- Paul Merton in Galton and Simpson's... - serie TV, un episodio (1996)
- Our Friends in the North – serie TV, 3 episodi (1996)
- Rasputin - Il demone nero (Rasputin: Dark Servant of Destiny), regia di Uli Edel (1996)
- Metropolitan Police (The Bill) – serie TV, un episodio (1996)
- The Prince and the Pauper – serie TV, 6 episodi (1996)
- La bottega degli orrori di Sweeney Todd – film TV (1997)
- Knight School – serie TV, 2 episodi (1997-1998)
- Magic with Everything – serie TV, un episodio (1998)
- Big Women – serie TV, un episodio (1998)
- Heartbeat – serie TV, un episodio (1998)
- La primula rossa (The Scarlet Pimpernel) – serie TV, un episodio (1999)
- Kavanagh QC – serie TV, un episodio (1999)
- Where the Heart Is – serie TV, un episodio (1999)

## Doppiatori italiani
Nelle versioni italiane dei suoi film, Peter Jeffrey è stato doppiato da:
- Pino Locchi in Se...
- Paolo Ferrari in L'abominevole dr. Phibes
- Alessandro Sperlì in La Pantera Rosa colpisce ancora
- Elio Pandolfi in Le avventure del barone di Munchausen